# قلاجة
القِلاَجَة أو الكِلاَجَة (من اللاتينية: كِلاَجَا Quillaja، من المابوتشية: كُولاَّيْ küllay) هي جنس من النباتات المزهرة، وهو الجنس الوحيد من الفصيلة القلاجية. تنمو هذه الأشجار إلى نحو 25 متراً (82 قدماً). يحتوي اللحاء الداخلي للقلاجة الصابونية والقلاجة البرازيلية على مادة الصابونين.